# بنيشنقول-قماز

خريطة إثيوبيا يظهر عليها منطقة بنيشنقول-قماز ملونة باللون الأحمر.

بنيشنقول-قماز إحدى مناطق إثيوبيا التسع. كانت تعرف قديما بالمنطقة السادسة، وعاصمتها أصوصا [الإنجليزية]. وفق دستور 1995 انفصلت هذه المنطقة عن محافظتي غوجام [الإنجليزية] (شمال النيل الأزرق) وولغا [الإنجليزية] (جنوب النيل الأزرق) 
نظرًا لضعف البنية التحتية في المواصلات والاتصالات، تواجه المنطقة صعوبات اقتصادية. إضافة إلى عدم وجود جسر يعبر النيل الأزرق الذي يقسم المنطقة. وجاري تشييد سد النهضة على النيل الأزرق بالقرب من الحدود السودانية ..

## أعلام
- ميازا أشينافي
- ألماز أيانا